# Bolderberg (plaats)
Bolderberg is een dorp in de Belgische gemeente Heusden-Zolder dat zijn naam ontleent aan de Bolderberg, een getuigenheuvel (60 m boven de zeespiegel) met dezelfde naam. Het dorp telde in 2008 2500 inwoners.

## Bezienswaardigheden
- De kluis uit 1673 op de Bolderberg
- Het domein Bovy, een 34 ha. groot wandelpark, genoemd naar Joseph Bovy, voormalig gouverneur van Limburg
- De Sint-Jobkerk (Bolderberg), een neogotische kerk uit 1876

Het landschap van de Bolderberg en Terlaemen werden in 1940 geklasseerd.
Bolderberg is een attractiepool voor wandelaars en fietsers. In een kapvlakte van een berkenbroekbos komt het vrij zeldzame veenpluis voor.

## Foto's

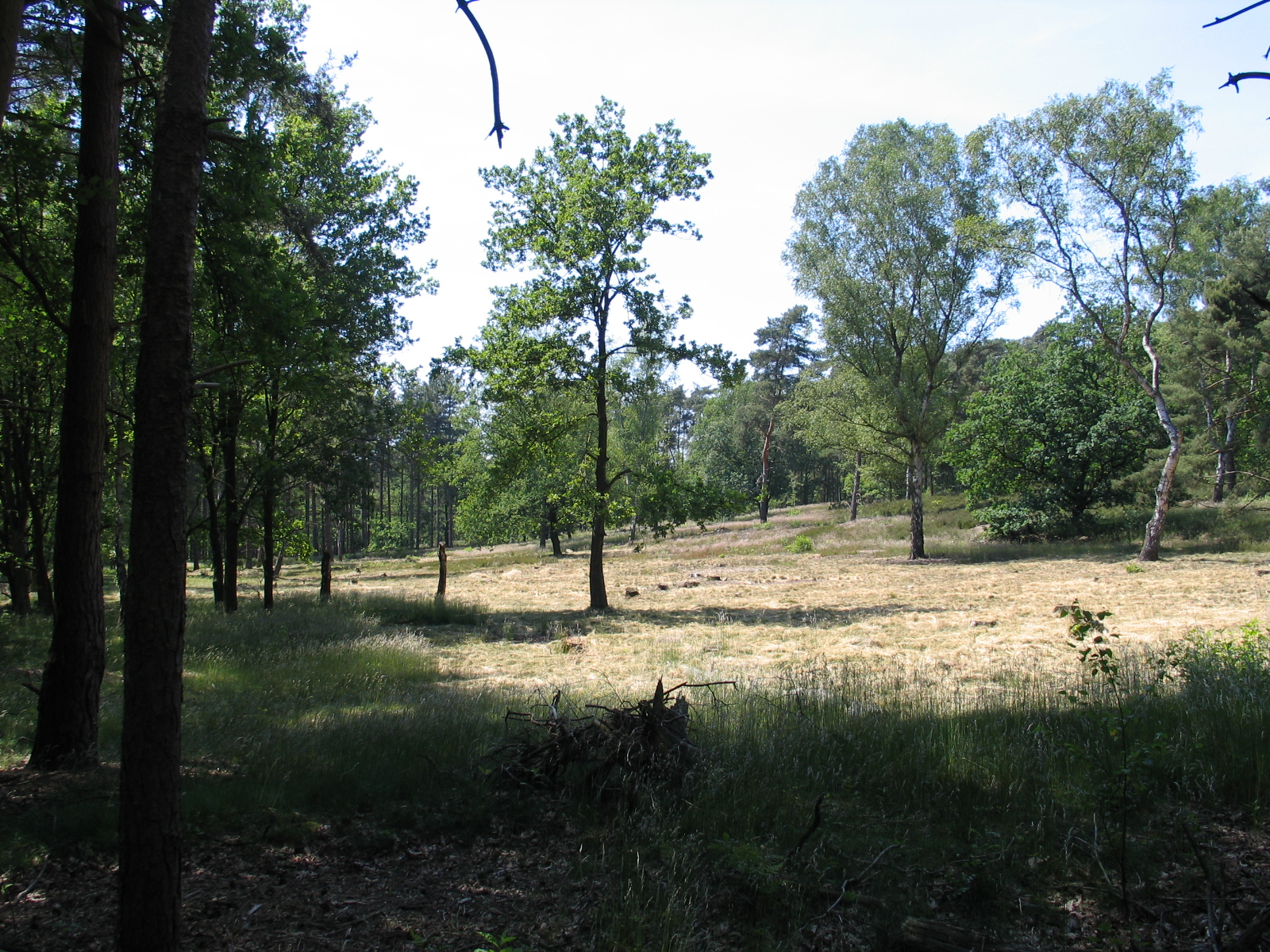
De Bolderberg
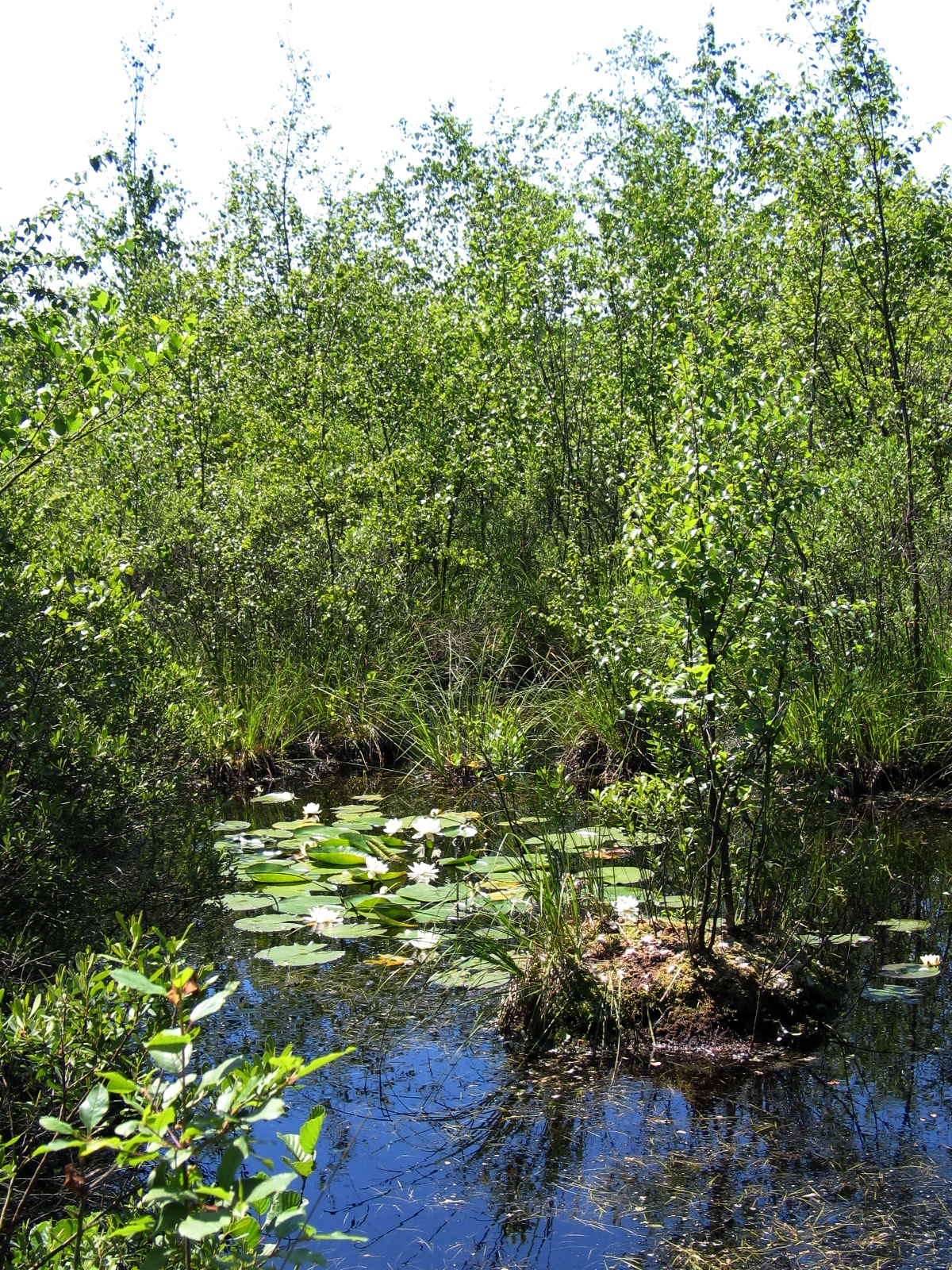
Een stukje natuur in Bolderberg
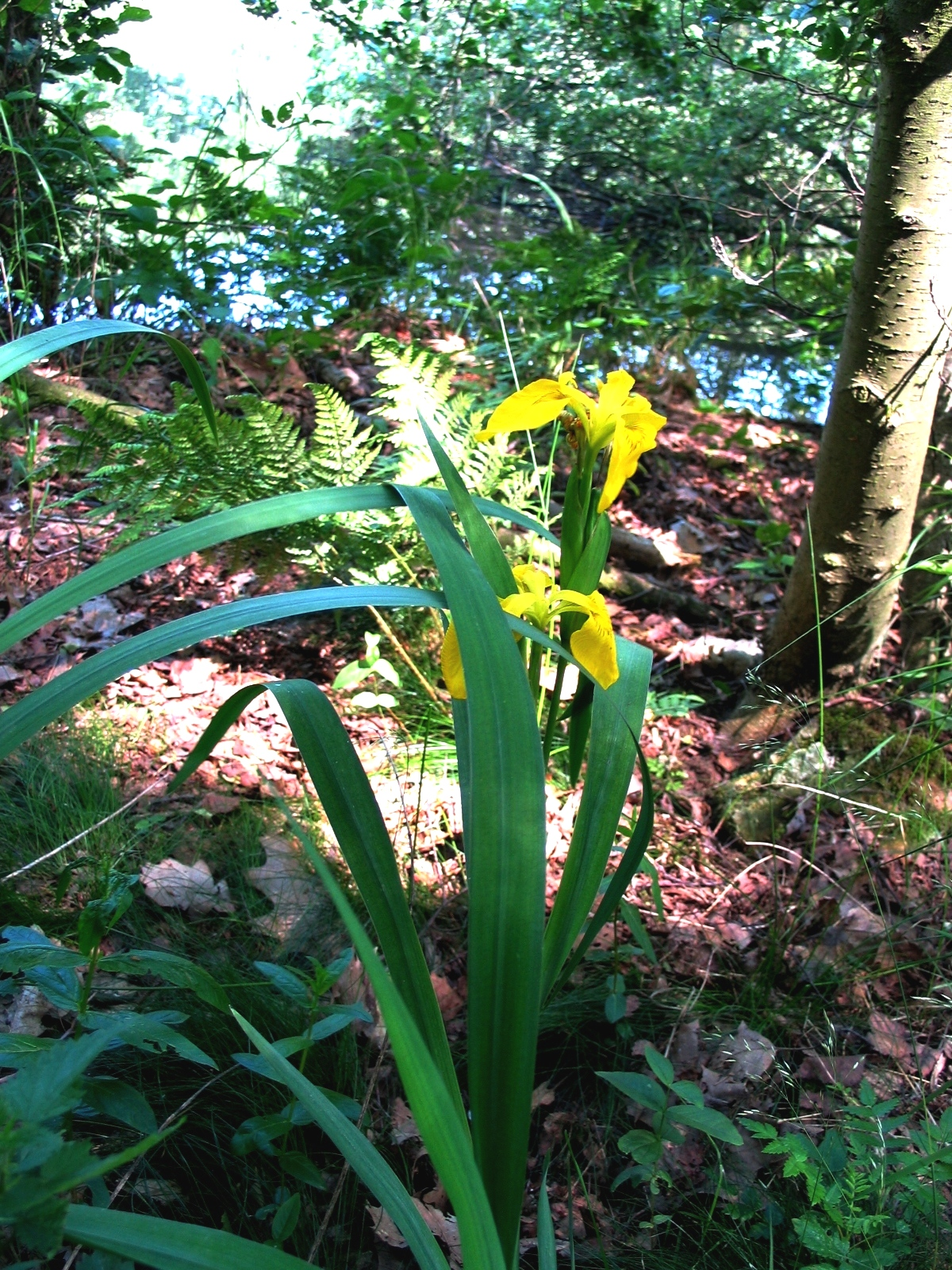
Een gele lis langs een vijver in Bolderberg
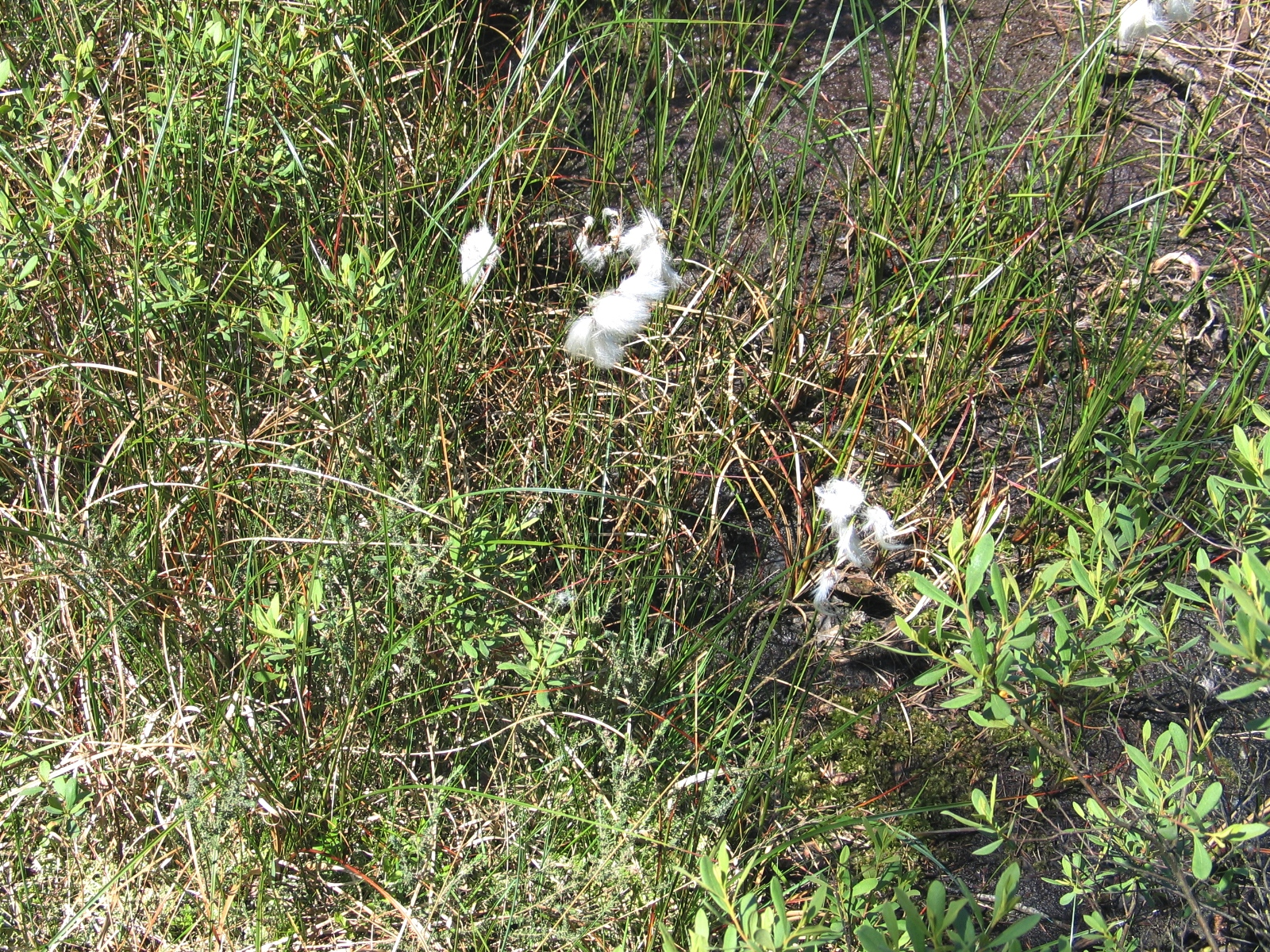
Veenpluis
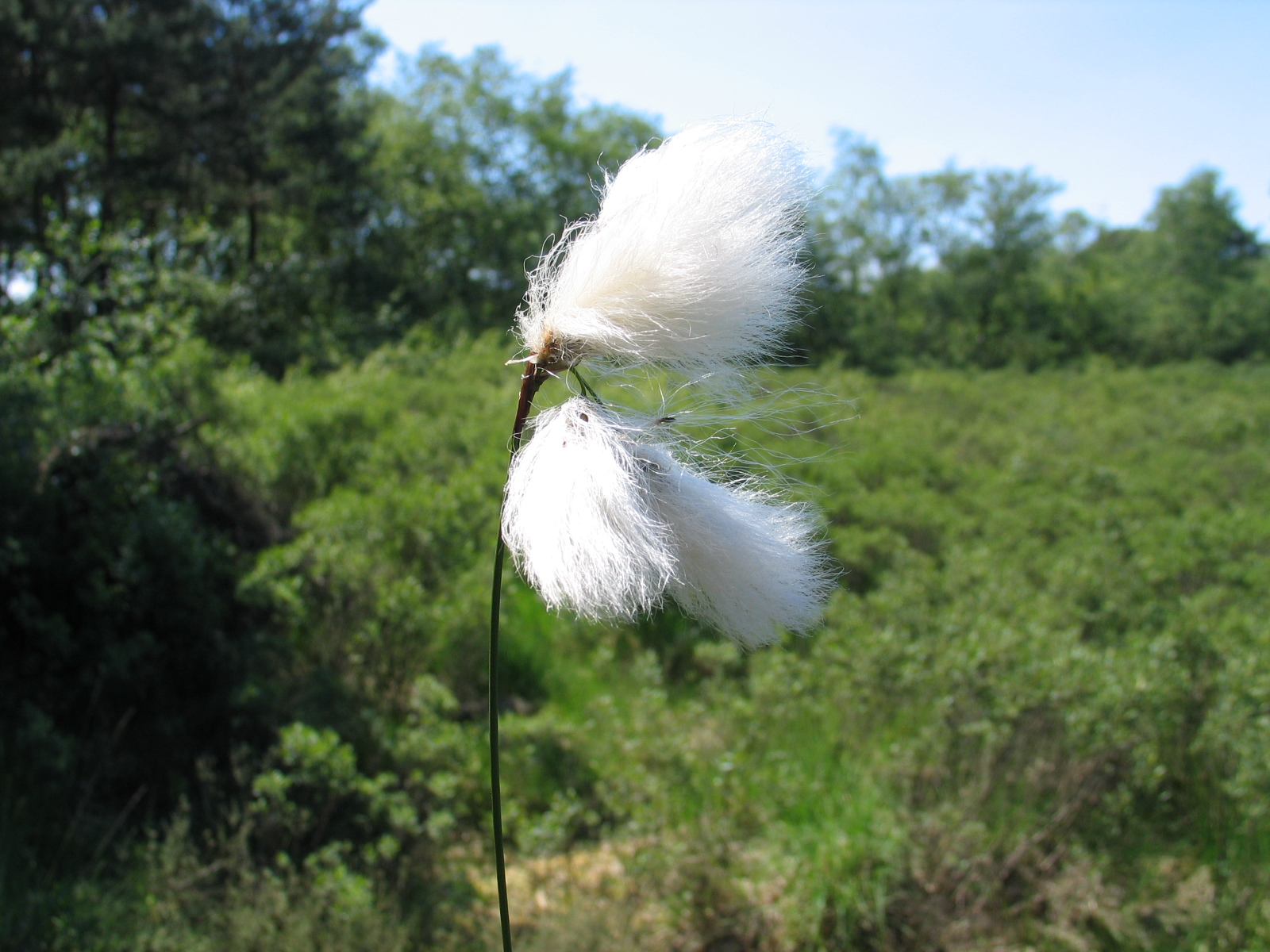
Close-up van veenpluis

## Nabijgelegen kernen
Zonhoven, Stokrooie, Viversel, Zolder